# Stazione di Wuhan

La stazione di Wuhan è una stazione ferroviaria della città di Wuhan, capitale della provincia di Hubei, in Cina. Si tratta di una stazione di superficie di testa, capolinea di cinque linee ferroviarie che attraversano la parte orientale della Cina. Inoltre la stazione di superficie è interconnessa con quella della metropolitana, attraversata dalla linea 4.

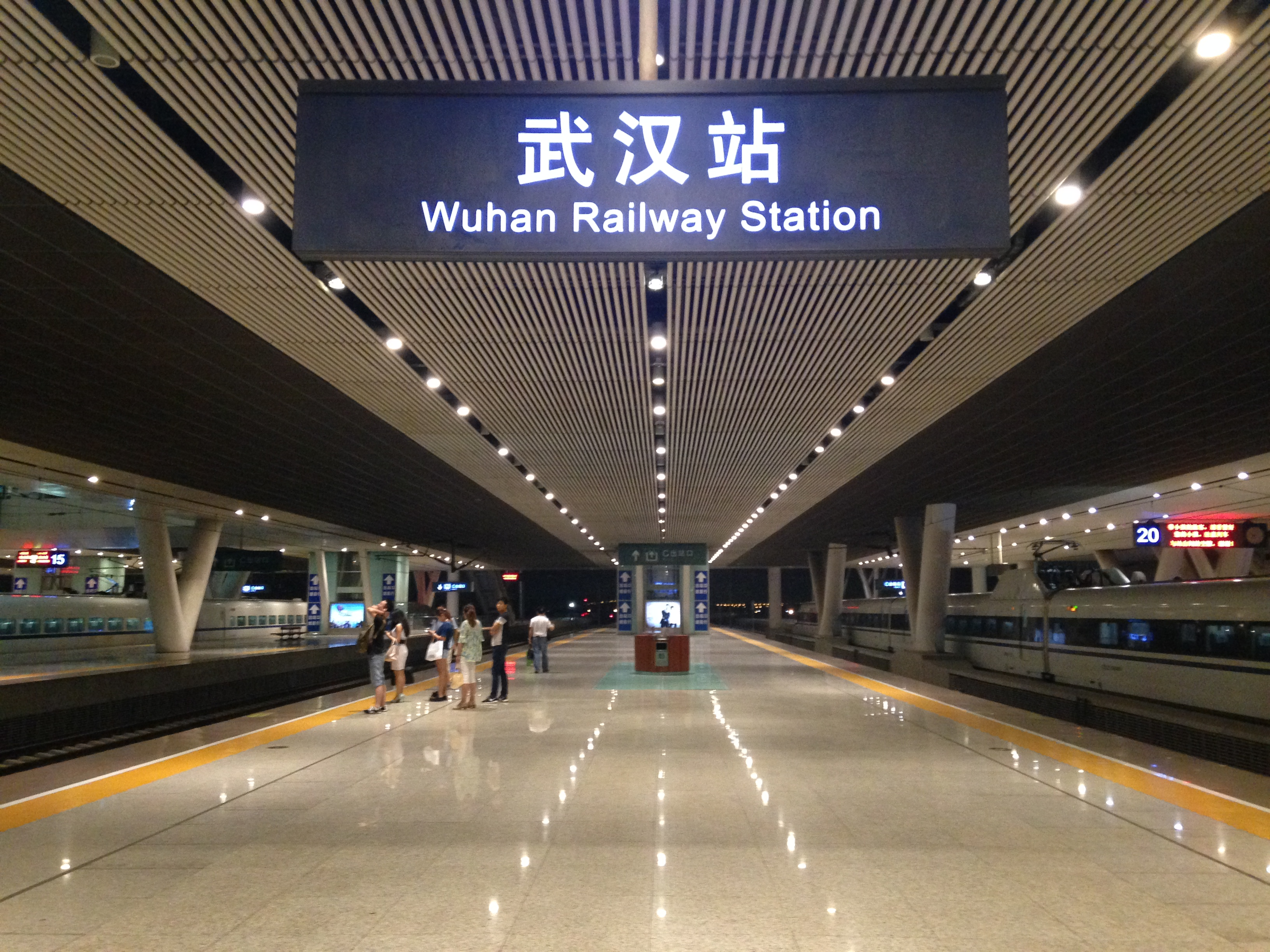
La banchina dei treni

Nonostante condivida il nome della città sub-provinciale, questa stazione è stata inaugurata nel 2009. Prima della costruzione della ferrovia ad alta velocità Pechino-Guangzhou non c'erano stazioni a Wuhan e, dopo la costruzione di quest'ultima, le principali erano Hankou e Wuchang.